# Clavulina gallica
Clavulina gallica är en svampart som beskrevs av Corner 1950. Clavulina gallica ingår i släktet Clavulina och familjen Clavulinaceae.   Inga underarter finns listade i Catalogue of Life.